# Liste der Industrie- und Handelskammern in der Schweiz
Diese Liste enthält alle 19 kantonalen und regionalen Industrie- und Handelskammern (französisch Chambre de commerce et d’industrie (CCI), italienisch Camera di commercio, dell'industria), die in der Schweizer Industrie- und Handelskammer zusammengeschlossen sind. Die Kammern sind als privatrechtliche Vereine organisiert.
| Name                                                                                   | Kanton                              | (Haupt-)Sitz          |
| -------------------------------------------------------------------------------------- | ----------------------------------- | --------------------- |
| Aargauische Industrie- und Handelskammer (AIHK)                                        | Kanton Aargau                       | Aarau                 |
| Chambre de commerce et d'industrie du canton de Fribourg (CCIF)                        | Kanton Freiburg                     | Freiburg im Üechtland |
| Chambre de Commerce et d'Industrie du Jura (CCIJ)                                      | Kanton Jura                         | Delémont              |
| Chambre neuchâteloise du commerce et de l'industrie (CNCI)                             | Kanton Neuenburg                    | Neuenburg NE          |
| Chambre vaudoise du commerce et de l'industrie (CVCI)                                  | Kanton Waadt                        | Lausanne              |
| Handels- und Industrieverein des Kantons Bern - Berner Handelskammer                   | Kanton Bern                         | Bern                  |
| Handelskammer und Arbeitgeberverband Graubünden (HKGR)                                 | Kanton Graubünden                   | Chur                  |
| Industrie- und Handelskammer St. Gallen-Appenzell                                      | Kanton St. Gallen, Kanton Appenzell | St. Gallen            |
| Industrie- und Handelskammer Zentralschweiz IHZ (IHZ)                                  | Kanton Luzern                       | Luzern                |
| Solothurner Handelskammer (SOHK)                                                       | Kanton Solothurn                    | Solothurn             |
| economiesuisse                                                                         | 0                                   | Zürich                |
| Camera di commercio, dell'industria, dell'artigianato e dei servizi del cantone Ticino | Kanton Tessin                       | Lugano                |
| Chambre de commerce, d'industrie et des services de Genève (CCIG)                      | Kanton Aargau                       | Genf                  |
| Chambre valaisanne de commerce et d'industrie                                          | Kanton Wallis                       | Sion                  |
| Glarner Wirtschaftskammer (GLWK)                                                       | Kanton Glarus                       | Glarus                |
| Handelskammer beider Basel (HKBB)                                                      | Kanton Basel                        | Basel                 |
| Handelskammer und Arbeitgebervereinigung Winterthur (HAW)                              | Kanton Zürich                       | Winterthur            |
| Industrie- und Handelskammer Thurgau                                                   | Kanton Thurgau                      | Weinfelden            |
| Zürcher Handelskammer (ZHK)                                                            | Kanton Zürich                       | Zürich                |

Weiterhin ist die Liechtensteinische Industrie- und Handelskammer in Vaduz Mitglied des Verbandes.